# Dark Mountain
Dark Mountain är ett berg i Kanada.   Det ligger i provinsen British Columbia, i den centrala delen av landet, 3 800 km väster om huvudstaden Ottawa. Toppen på Dark Mountain är 1 974 meter över havet, eller 500 meter över den omgivande terrängen. Bredden vid basen är 4,2 km.
Terrängen runt Dark Mountain är huvudsakligen kuperad. Trakten runt Dark Mountain är nära nog obefolkad, med mindre än två invånare per kvadratkilometer.. Det finns inga samhällen i närheten.